# Чарлз-Сіті (Вірджинія)
Чарлз-Сіті (англ. Charles City) — переписна місцевість (CDP) в США, в окрузі Чарлз штату Вірджинія. Населення — 104 особи (2020).

## Географія
Чарлз-Сіті розташований за координатами 37°20′58″ пн. ш. 77°3′50″ зх. д. / 37.34944° пн. ш. 77.06389° зх. д. (37.349535, -77.063755).  За даними Бюро перепису населення США в 2010 році переписна місцевість мала площу 7,12 км², з яких 7,00 км² — суходіл та 0,12 км² — водойми.

## Демографія
Згідно з переписом 2010 року, у переписній місцевості мешкали 133 особи в 57 домогосподарствах у складі 34 родин. Густота населення становила 19 осіб/км².  Було 67 помешкань (9/км²).
Расовий склад населення:
| - 54,1 % — чорних або афроамериканців - 44,4 % — білих |

До двох чи більше рас належало 1,5 %. Частка іспаномовних становила 0,0 % від усіх жителів.
За віковим діапазоном населення розподілялося таким чином: 22,6 % — особи молодші 18 років, 58,6 % — особи у віці 18—64 років, 18,8 % — особи у віці 65 років та старші. Медіана віку мешканця становила 46,5 року. На 100 осіб жіночої статі у переписній місцевості припадало 107,8 чоловіків;  на 100 жінок у віці від 18 років та старших — 98,1 чоловіків також старших 18 років.
Цивільне працевлаштоване населення становило 92 особи. Основні галузі зайнятості: освіта, охорона здоров'я та соціальна допомога — 25,0 %, мистецтво, розваги та відпочинок — 23,9 %, роздрібна торгівля — 17,4 %, оптова торгівля — 14,1 %.